# Liste der Kulturdenkmäler in Urmitz
In der Liste der Kulturdenkmäler in Urmitz sind alle Kulturdenkmäler der rheinland-pfälzischen Ortsgemeinde Urmitz aufgeführt. Grundlage ist die Denkmalliste des Landes Rheinland-Pfalz (Stand: 27. Oktober 2023).

## Einzeldenkmäler
| Bezeichnung                                 | Lage                                         | Baujahr                     | Beschreibung | Bild                                    |
| ------------------------------------------- | -------------------------------------------- | --------------------------- | --- | --------------------------------------- |
| Grenzstein                                  | innerorts                                    | 17. oder 18. Jahrhundert    | Grenzstein, 17. oder 18. Jahrhundert | Direkt Bild zu diesem Denkmal hochladen |
| Portal                                      | Dürmerstraße, an Nr. 9 Lage                  | 1707                        | Portal, bezeichnet 1707 | BW                                      |
| Schule                                      | Hauptstraße 15 Lage                          | 1920er Jahre                | Putzbau, 1920er Jahre | Fotos hochladen                         |
| Löwenmaske                                  | Hauptstraße, an Nr. 60 Lage                  |                             | Löwenmaske | Fotos hochladen                         |
| Heiligenhäuschen                            | Hauptstraße, Ecke Am Alten Schloß Lage       |                             | Heiligenhäuschen | weitere Bilder Fotos hochladen          |
| Wegekapelle und -kreuz                      | Hauptstraße, Ecke Kreuzgässchen Lage         | 1538                        | Wegekapelle und -kreuz, Kreuz bezeichnet 1538 | weitere Bilder Fotos hochladen          |
| Kriegerdenkmal, Friedhofskapelle und -kreuz | Kaltenengerser Straße, auf dem Friedhof Lage | ab dem 18. Jahrhundert      | Friedhofskapelle, neugotisch, 19. oder Anfang des 20. Jahrhunderts; Friedhofskreuz, bezeichnet 17[xx]; Kriegerdenkmal, Soldat                                                                      | weitere Bilder Fotos hochladen          |
| Katholische Pfarrkirche St. Georg           | Kirchstraße Lage                             | 1772                        | Saalbau, 1772, Architekt aus dem Umkreis von Johannes Seiz, Turm, 1923/24, Architekten Amsel, Koblenz, und Anton Helf, Urmitz, 1961/62 querhausartige Erweiterung; sieben Grabkreuze; Gesamtanlage | weitere Bilder Fotos hochladen          |
| Altaraufsatz und Wegekreuz                  | Ringstraße Lage                              | ab 1658                     | Altaraufsatz, 18. Jahrhundert; Wegekreuz, bezeichnet 1658 | weitere Bilder Fotos hochladen          |
| Brunnen                                     | Ringstraße Lage                              | Mitte des 19. Jahrhunderts  | Brunnen, Sayner Hütte, Mitte des 19. Jahrhunderts | weitere Bilder Fotos hochladen          |
| Wegekreuz                                   | Ringstraße, an Nr. 1 Lage                    | 1730                        | Wegekreuz, bezeichnet 1730 | weitere Bilder Fotos hochladen          |
| Urmitzer Eisenbahnbrücke                    | nördlich des Ortes Lage                      | Anfang des 20. Jahrhunderts | Eisenbahnbrücke an der Strecke von Urmitz nach Engers; Auffahrt und Flankentürme wohl vom Anfang des 20. Jahrhunderts                                                                              | weitere Bilder Fotos hochladen          |